# 오스트리아 변경백국
오스트리아 변경백국(독일어: Markgrafschaft Österreich)은 972년경 부터 1156년까지 바벤베르크가가 지배하였던 국가이다.

## 역사
오토 2세가 976년 바이에른으로부터 오스트마르크를 분리시켜 오스트마르크 변경백 지위와 함께 바벤베르크 가문에 하사하면서, 탄생하였다. 교황과 황제의 분쟁을 이용해, 바벤베르크 가문의 세습 영지가 되었으며, 1156년에 공국으로 승격된다.

## 같이 보기
- 오스트리아의 역사